# Gudrun Houlberg
Gudrun Houlberg (født 21. februar 1889 i Viborg, død 14. januar 1940) var en dansk skuespiller.

## Filmografi
- Skaf en Sensation (1934) - Frk. Thomsen
- Præsten i Vejlby (1931) - Aalsø-præstens kone
- Prinsens Kærlighed (1920) - Melitta, Schönstadts datter
- Manden, der sejrede (1920) - Ellinor, Rewes' datter
- Blind Passager (1920) - Edith, professorens datter
- Det døde Skib (1920) - John, skibsdreng
- Kærlighedsleg (1919) - Amy Walker
- Lykkens Blændværk (1919) - Eva, godsejerens datter
- Grevindens Ære (1919) - Prinsesse Alexis, fyrstedatter
- Skandalemageren (1919) - Mercia, Francis' datter
- Godsejeren (1919) - Ellinor, James' datter
- Den grønne Bille (1918) - Violet, Hornes datter
- Kornspekulanten (1918) - Inger, korngrosserens datter
- Hans Kæreste (1918) - Esther
- Hjertebetvingeren (1918) - Millicent Town
- Ægteskabshaderne (1918) - Daisy, Singletons datter
- Klovnen (1917) - Daisy, Bundings datter
- Brændte Vinger (1917) - Agnes West
- Expeditricen fra Østergade (1917) - Alice, Eriks hustru
- I Storm og Stille (1915) - Alice, Clarks datter
- Enhver (1915) - Sylvia, Enhvers elskede
- Lidenskabens Magt (1915) - Helene, Nybloms datter
- Britta fra Bakken (1915) - Britta, Mor Marthas datter
- Fattig og rig (1915) - Maud, Jones' datter
- Den Stærkeste (1915) - Jolante, grevens datter
- Vera (1915) - Vera, Frantz' hustru
- Den Fremmede (1914) - Carla, Wangs kone
- Arveprinsen (1914) - Mercedes, hertugens datter
- Hans første Kærlighed (1914) - Sibyl
- Kvinder (1914) - Mira
- Letsind (1914) - Johanne, enkefruens datter
- Lykkeligt Ægteskab (1914) - Fru Breit
- En Sømandsbrud (1914) - Lillian Bennet
- De Dødes Ø (1913) - Flora, dr. Critius' guddatter
- Katastrofen i Dokken (1913) - Rolands søster
- Den sorte Varieté (1913) - Carmen, danser i varieté
- For evigt (1913) - Agathe, Fritz' hustru
- Hjertedoktoren (1913) - Gertrud von Ahrenskjold, Isas niece
- Haanden, der griber (1913) - En brud
- Spejderen (1912) - En ung dame
- Det blaa Blod (1912) - Godsejerdatter og grevens brud
- Dødsridtet (1912) - Kate Holborg, ung enke
- Konfetti (1912) - Therese Savain
- Gift dig - gift dig ikke (1912) - Nelli Elmer
- Den hvide Klovn (1912) - Kunstberiderske
- Slægten (1912) - Karen, Alvildas datter af 1. ægteskab
- Elskovsbarnet (1910) - Suzanne, vicomtens datter

## Eksterne Henvisninger
- Gudrun Houlberg på Internet Movie Database (engelsk)
- Gudrun Houlberg på Filmdatabasen
- Gudrun Houlberg på danskefilm.dk
- Gudrun Houlberg på danskfilmogtv.dk
- Gudrun Houlberg på Svensk Filmdatabas (svensk)
- Gudrun Houlberg på The Movie Database (engelsk)